# Symphyotrichum carnerosanum
Symphyotrichum carnerosanum là một loài thực vật có hoa trong họ Cúc. Loài này được (S.Watson) G.L.Nesom miêu tả khoa học đầu tiên năm 1994.